# Stahlguss

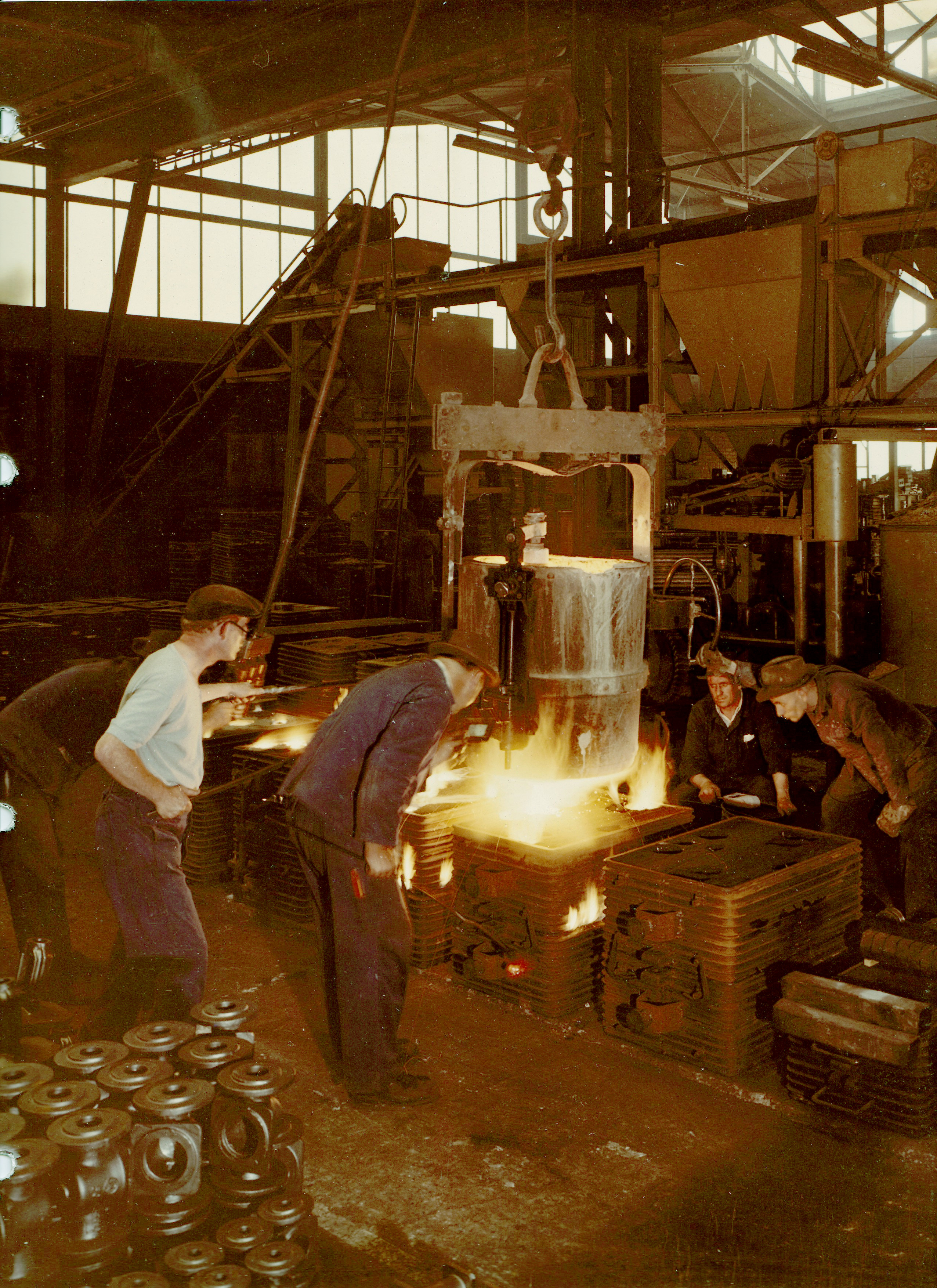
Stahlgießen

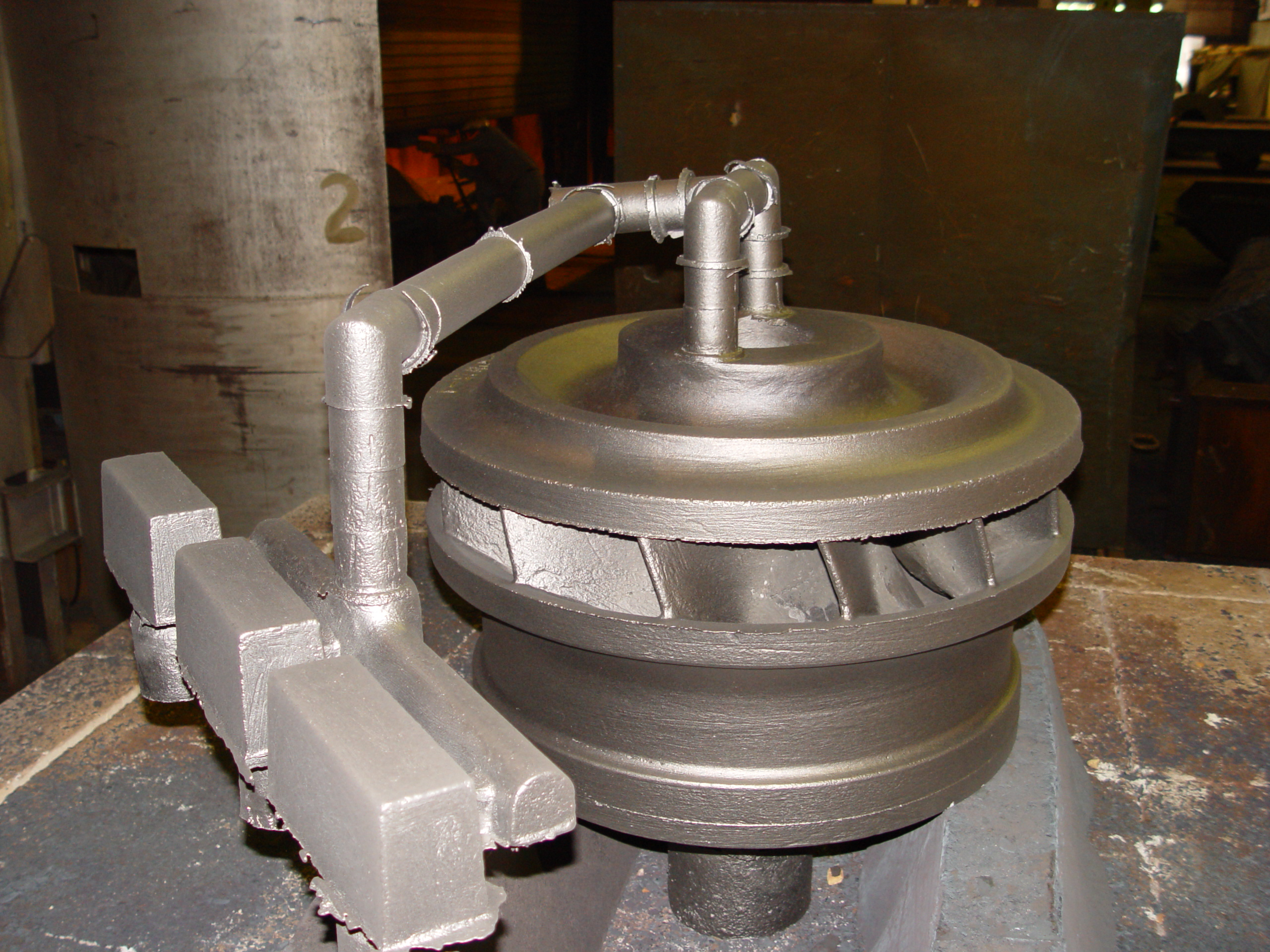
Stahlgussstück mit Probenmaterial

Stahlguss ist der Ausgangswerkstoff für Gussstücke aus Stahl (im Gegensatz zu Gussstücken aus anderen Gusswerkstoffen und dem Block- und/oder Strangguss). Unlegierter Stahlguss umfasst Eisen-Kohlenstoff-Legierungen mit maximal 0,60 % Silizium- und bis zu 1 % Mangangehalt, dessen Kohlenstoffgehalt bis 0,5 % die Festigkeitseigenschaften maßgeblich bestimmt. Niedrig- bis hochlegierter Stahlguss enthält zusätzlich in wechselnden Anteilen Legierungselemente wie Chrom, Nickel, Molybdän, Vanadium, Wolfram und andere.
Beim Stahlguss werden die vorteilhaften Eigenschaften des Werkstoffs Stahl und die gestalterischen
Vorteile der gießtechnischen Formgebung im Endprodukt (Stahlgussstück) vereinigt.
Die meisten Schmiedestähle werden auch zu Gussteilen vergossen, werden dann aber mit einem GE bzw. G (früher GS) vor der Stahlmarkenbezeichnung versehen (Beispiel: G42CrMo4).
Stahlguss ist vor allem aus zwei Gründen in der Herstellung wesentlich anspruchsvoller als andere Eisengusswerkstoffe wie das Gusseisen:
- Stahlguss hat eine höhere Gießtemperatur (ca. 1600 °C) als Gusseisen (ca. 1150 °C). Diese erhöhten Temperaturen stellen größere Anforderungen an die Schmelztechnik, die feuerfesten Werkstoffe der Ofenverkleidungen, der Schmelztiegel und Gießwerkzeuge und schließlich an die Formstoffe.
- Beim Stahlguss ist die Schwindung mit zwei Prozent etwa doppelt so groß wie beim Grauguss.
- Da die Stahlgussstücke im Gusszustand spröde, grobkörnig und dendritisch erstarrt sind, müssen diese Teile einer Wärmebehandlung unterzogen werden (Normalglühen, Vergüten, Weichglühen, Spannungsarmglühen).

Durch den großen Unterschied der spezifischen Volumina des Materials knapp unter der Erstarrungstemperatur und bei Raumtemperatur neigt Stahlguss stärker zur Bildung von Lunkern als Gusseisen, auch muss ein höheres Schwindmaß berücksichtigt werden. Ohne spezielle Gegenmaßnahmen (Speiser) würden Stahlgussteile durch Lunker unbrauchbar oder durch umfangreiches Fertigungsschweißen unrentabel herzustellen. Die Speiser an Stahlgussteilen werden mit autogenem Brennschneiden entfernt, indem unter Ausnutzung der Oxidationswärme durch den zugeführten Sauerstoff der Werkstoff in der sogenannten Schnittfuge verbrannt und abgetragen wird. Bei kleineren Speiserdurchmessern und speziellen Stahllegierungen werden Abschlagspeiser bevorzugt. Wegen der mechanisch-thermisch spülenden Wirkung des Stahlgießstrahls werden zur Vergrößerung der Oberflächenfestigkeit im Eingusssystem der größeren Formen keramische Einsätze (Schamotte) verwendet (Anschnitt). Mittels Brennfugen (Fugenhobeln) wird der Werkstoff zum Freilegen und Entfernen von Gussfehlern und zum Modellieren der Oberflächen weiter muldenförmig abgetragen und für eventuelle Reparaturschweißungen vorbereitet.
Die weit untereutektische Zusammensetzung der Stahllegierungen führt zu einer sehr zähflüssigen Schmelze und daher zu einem schlechten Formfüllvermögen, wodurch feine Strukturen nur durch nachträgliches Zerspanen hergestellt werden können.
Dafür haben Erzeugnisse aus Stahlguss bessere mechanische Eigenschaften, Stahlguss ist duktil und schweißbar. Zur Anwendung können alle üblichen Stahlsorten kommen, auch Edelstähle.
Große Stahlgussstücke können mehrere hundert Tonnen wiegen, z. B. Gehäuse für Dampfturbinen.
Für zukünftige Hochtemperaturreaktoren (HTR) wird über vorgespannte Behälter aus Stahlguss oder Sphäroguss als Reaktordruckbehälter nachgedacht.
Die ersten erfolgreichen Versuche, komplizierte Teile aus Stahl in einem Stück zu gießen, unternahm der in Dunningen geborene Jacob Mayer als technischer Direktor des Bochumer Vereins im Jahr 1841. Sein Verfahren ließ er sich am 16. Dezember 1851 patentieren.
Experimente am Helmholtz-Zentrum Dresden-Rossendorf zeigen, dass Magnetbremsen Schmelzen im Stahlguss gezielt beeinflussen können. Die Qualität von Gusswerkstoffen lässt sich erhöhen, wenn von außen angelegte Magnetfelder die noch flüssigen Metallschmelzen rühren, bremsen oder beruhigen.

## Bearbeitungszugaben
Die Festlegung der Bearbeitungszugabe erfolgt in Abhängigkeit vom Größtmaß des Gussteils und des angewandten Guss-(Form-)verfahrens. Die Normenwerke zu diesem Werkstoff machen Vorgaben dazu, jedoch beruhen die angewandten Werte auf den Erfahrungen jeder Stahlgießerei. Für Flächen, die in der Gussform die oberen Begrenzungen bilden, werden die pauschal festgesetzten Werte der Bearbeitungszugabe um 2 bis 10 mm erhöht. Auch bei Anwendung für Einschweißteile sollten die Zugaben 20 bis 50 Prozent größer gewählt werden, um die Schweißabweichungen am Fertigteil ausgleichen zu können.
Bohrungen und Nuten, die im Verhältnis zum Gussteil als klein zu betrachten sind, werden oft vollgegossen und durch spanende Bearbeitung eingebracht. Um den Guss qualitätsgerecht zu liefern, werden meistens sämtliche mit Bearbeitungszeichen versehene Flächen der Zeichnung durch die Gießerei mit einer Schnittzugabe von 3 bis 8 mm je Fläche vorbearbeitet ausgeliefert. Nicht tolerierte Maße sollten mittels der DIN EN ISO 8062-3 in den Toleranzbereichen DCTG 11 bis 14 vereinbart werden.
| Nennmaßbereich (größte Länge, Breite, Höhe oder größter Durchmesser des Gussteils) in mm | Anhaltswert für Zugabe je Fläche in mm |
| bis 50                                                                                   | 4–5                                    |
| 51–180                                                                                   | 06                                     |
| 181–315                                                                                  | 07                                     |
| 316–500                                                                                  | 08                                     |
| 501–800                                                                                  | 10                                     |
| 801–1250                                                                                 | 12                                     |
| 1251–1600                                                                                | 14                                     |
| 1601–2500                                                                                | 16                                     |
| 2501–3150                                                                                | 18                                     |
| 3151–4000                                                                                | 20                                     |
| 4001–6300                                                                                | 25                                     |
| 6301–10.000                                                                              | 30                                     |

## Normung
- Deutsche Norm DIN EN 10213 Stahlguss für Druckbehälter; Deutsche Fassung EN 10213:2007+A1:2016 (2016-10)

frühere nationale Normen:
DIN 17182 Stahlgußsorten mit verbesserter Schweißeignung und Zähigkeit für allgemeine Verwendungszwecke; Technische Lieferbedingungen (1992-05)
| Stahlgusssorte | Stahlgusssorte  |
| Kurzname       | Werkstoffnummer |
| -------------- | --------------- |
| GS-16 Mn 5     | 1.1131          |
| GS-20Mn 5      | 1.1120          |
| GS-8 Mn 7      | 1.5015          |
| GS-8 MnMo 7 4  | 1.5450          |
| GS-13 MnNi 6 4 | 1.6221          |
Wärmebehandlung: normalgeglüht „N“, vergütet „V“, „V I“, „V II“
DIN 17245 Warmfester ferritischer Stahlguß; Technische Lieferbedingungen (1987-12)
| Stahlgusssorte    | Stahlgusssorte  |
| Kurzname          | Werkstoffnummer |
| ----------------- | --------------- |
| GS-C 25           | 1.0619          |
| GS-22 Mo 4        | 1.5419          |
| GS-17 CrMo 5 5    | 1.7357          |
| GS-18 CrMo 9 10   | 1.7379          |
| GS-17 CrMoV 5 11  | 1.7706          |
| G-X 8 CrNi 12     | 1.4107          |
| G-X 22 CrMoV 12 1 | 1.4931          |
- Deutsche Norm DIN EN 10283 Korrosionsbeständiger Stahlguss; Deutsche Fassung EN 10283:2019 (2019-06)

| Bezeichnung                     | Bezeichnung     |
| Kurzname                        | Werkstoffnummer |
| ------------------------------- | --------------- |
| Martensitische Sorten           |                 |
| GX12Cr12                        | 1.4011          |
| GX20Cr14                        | 1.4027          |
| GX7CrNiMo12-1                   | 1.4008          |
| GX4CrNi13-4                     | 1.4317          |
| GX4CrNiMo16-5-1                 | 1.4405          |
| GX4CrNiMo16-5-2                 | 1.4411          |
| GX5CrNiCu16-4                   | 1.4525          |
| Austenitische Sorten            |                 |
| GX2CrNi19-11                    | 1.4309          |
| GX5CrNi19-10                    | 1.4308          |
| GX5CrNiNb19-11                  | 1.4552          |
| GX2CrNiMo19-11-2                | 1.4409          |
| GX5CrNiMo19-11-2                | 1.4408          |
| GX5CrNiMoNb19-11-2              | 1.4581          |
| GX4CrNiMo19-11-3                | 1.4443          |
| GX5CrNiMo19-11-3                | 1.4412          |
| GX2CrNiMoN17-13-4               | 1.4446          |
| Vollaustenitische Sorten        |                 |
| GX2NiCrMo28-20-2                | 1.4458          |
| GX4NiCrCuMo30-20-4              | 1.4527          |
| GX2NiCrMoCu25-20-5              | 1.4584          |
| GX2NiCrMoN25-20-5               | 1.4416          |
| GX2NiCrMoCuN29-25-5             | 1.4587          |
| GX2NiCrMoCuN25-20-6             | 1.4588          |
| GX2NiCrMoCuN20-18-6             | 1.4557          |
| Ferritisch-austenitische Sorten |                 |
| GX4CrNiMoN26-5-2                | 1.4474          |
| GX4CrNiN26-7                    | 1.4347          |
| GX2CrNiMoN22-5-3                | 1.4470          |
| GX2CrNiMoN25-6-3                | 1.4468          |
| GX2CrNiMoCuN25-6-3-3            | 1.4517          |
| GX2CrNiMoN25-7-3                | 1.4417          |
| GX2CrNiMoN26-7-4                | 1.4469          |
Wärmebehandlung: Vergüten „+QT“, „+QT1“, „+QT2“, „+QT3“ (Abschrecken in Luft oder Flüssigkeit); „+AT“ (Lösungsglühen und Wasserabschreckung)
frühere nationale Norm: DIN 17445 Nichtrostender Stahlguß; Technische Lieferbedingungen (1984-11)
| Stahlgußsorte                               | Stahlgußsorte                               |
| Kurzname                                    | Werkstoffnummer                             |
| Ferritische (martensitische) Stahlgußsorten | Ferritische (martensitische) Stahlgußsorten |
| ------------------------------------------- | ------------------------------------------- |
| G-X 8 CrNi 13                               | 1.4008                                      |
| G-X 20 Cr 14                                | 1.4027                                      |
| G-X 22 CrNi 17                              | 1.4059                                      |
| G-X 5 CrNi 13 4                             | 1.4313                                      |
| Austenitische Stahlgußsorten                |                                             |
| G-X 6 CrNi 18 9                             | 1.4308                                      |
| G-X 5 CrNiNb 18 9                           | 1.4552                                      |
| G-X 6 CrNiMo 18 10                          | 1.4408                                      |
| G-X 5 CrNiMoNb 18 10                        | 1.4581                                      |
| G-X 3 CrNiMoN 17 13 5                       | 1.4439                                      |
- Deutsche Norm DIN EN 10293 Stahlguss – Stahlguss für allgemeine Anwendungen; Deutsche Fassung EN 10293:2015 (2015-04)

| Bezeichnung    | Bezeichnung     |
| Kurzname       | Werkstoffnummer |
| -------------- | --------------- |
| GE200          | 1.0420          |
| GS200          | 1.0449          |
| GE240          | 1.0446          |
| GS240          | 1.0455          |
| GE270          | 1.0454          |
| GE300          | 1.0558          |
| GE320          | 1.0591          |
| GE360          | 1.0597          |
| G17Mn5         | 1.1131          |
| G20Mn5         | 1.6220          |
| G24Mn6         | 1.1118          |
| G28Mn6         | 1.1165          |
| G20Mo5         | 1.5419          |
| G10MnMoV6-3    | 1.5410          |
| G15CrMoV6-9    | 1.7710          |
| G17CrMo5-5     | 1.7357          |
| G17CrMo9-10    | 1.7379          |
| G26CrMo4       | 1.7221          |
| G34CrMo4       | 1.7230          |
| G42CrMo4       | 1.7231          |
| G30CrMoV6-4    | 1.7725          |
| G35CrNiMo6-6   | 1.6579          |
| G9Ni14         | 1.5638          |
| GX9Ni5         | 1.5681          |
| G20NiMoCr4     | 1.6750          |
| G32NiCrMo8-5-4 | 1.6570          |
| G17NiCrMo13-6  | 1.6781          |
| G30NiCrMo14    | 1.6771          |
| GX3CrNi13-4    | 1.6982          |
| GX4CrNi13-4    | 1.4317          |
| GX4CrNi16-4    | 1.4421          |
| GX4CrNiMo      | 1.4405          |
| GX23CrMoV12-1  | 1.4931          |
Wärmebehandlung: Normalisieren oder Austenitisieren „+N“, Normalisieren oder Austenitisieren und Anlassen „+NT“, Vergüten „+QT“, „+QT1“, „+QT2“, „+QT3“
frühere nationale Normen:
DIN 1681 Stahlguß für allgemeine Verwendungszwecke; Technische Lieferbedingungen (1985-06)
| Stahlgußsorte | Stahlgußsorte   |
| ------------- | --------------- |
| Kurzname      | Werkstoffnummer |
| GS-38         | 1.0420          |
| GS-45         | 1.0446          |
| GS-52         | 1.0552          |
| GS-60         | 1.0558          |
DIN 17205 Vergütungsstahlguß für allgemeine Verwendungszwecke; Technische Lieferbedingungen (1992-04)
| Stahlgußsorte      | Stahlgußsorte   |
| Kurzname           | Werkstoffnummer |
| ------------------ | --------------- |
| GS-30 Mn 5         | 1.1165          |
| GS-25 CrMo 4       | 1.7218          |
| GS-34 CrMo 4       | 1.7220          |
| GS-42 CrMo 4       | 1.7225          |
| GS-30 CrMoV 6 4    | 1.7725          |
| GS-35 CrMoV 10 4   | 1.7755          |
| GS-25 CrNiMo 4     | 1.6515          |
| GS-34 CrNiMo 6     | 1.6582          |
| GS-30 NiCrMo 8 5   | 1.6570          |
| GS-33 NiCrMo 7 4 4 | 1.6740          |
- Deutsche Norm DIN EN 10295 Hitzebeständiger Stahlguss; Deutsche Fassung EN 10295:2002 (2003-01)

frühere nationale Norm: DIN 17465 Hitzebeständiger Stahlguß; Technische Lieferbedingungen (1993-08)
| Stahlgußsorte     | Stahlgußsorte   |
| Kurzname          | Werkstoffnummer |
| ----------------- | --------------- |
| GX30CrSi6         | 1.4710          |
| GX40CrSi13        | 1.4729          |
| GX40CrSi17        | 1.4740          |
| GX40CrSi23        | 1.4745          |
| GX40CrSi29        | 1.4776          |
| GX130CrSi29       | 1.4777          |
| GX40CrNiSi27-4    | 1.4823          |
| GX25CrNiSi18-9    | 1.4825          |
| GX40CrNiSi22-9    | 1.4826          |
| GX25CrNiSi20-14   | 1.4832          |
| GX40CrNiSi25-12   | 1.4837          |
| GX40CrNiSi25-20   | 1.4848          |
| GX40NiCrSi38-18   | 1.4865          |
| GX40NiCrSi35-25   | 1.4857          |
| GX30CrNiSiNb24-24 | 1.4855          |
| GX40NiCrSiNb38-18 | 1.4849          |
| GX40NiCrSiNb35-25 | 1.4852          |
| G-CoCr 28         | 2.4778          |
| G-NiCr 28 W       | 2.4879          |
- Deutsche Norm DIN EN 10340 Stahlguss für das Bauwesen; Deutsche Fassung EN 10340:2007 (2008-01)